# René Fonck

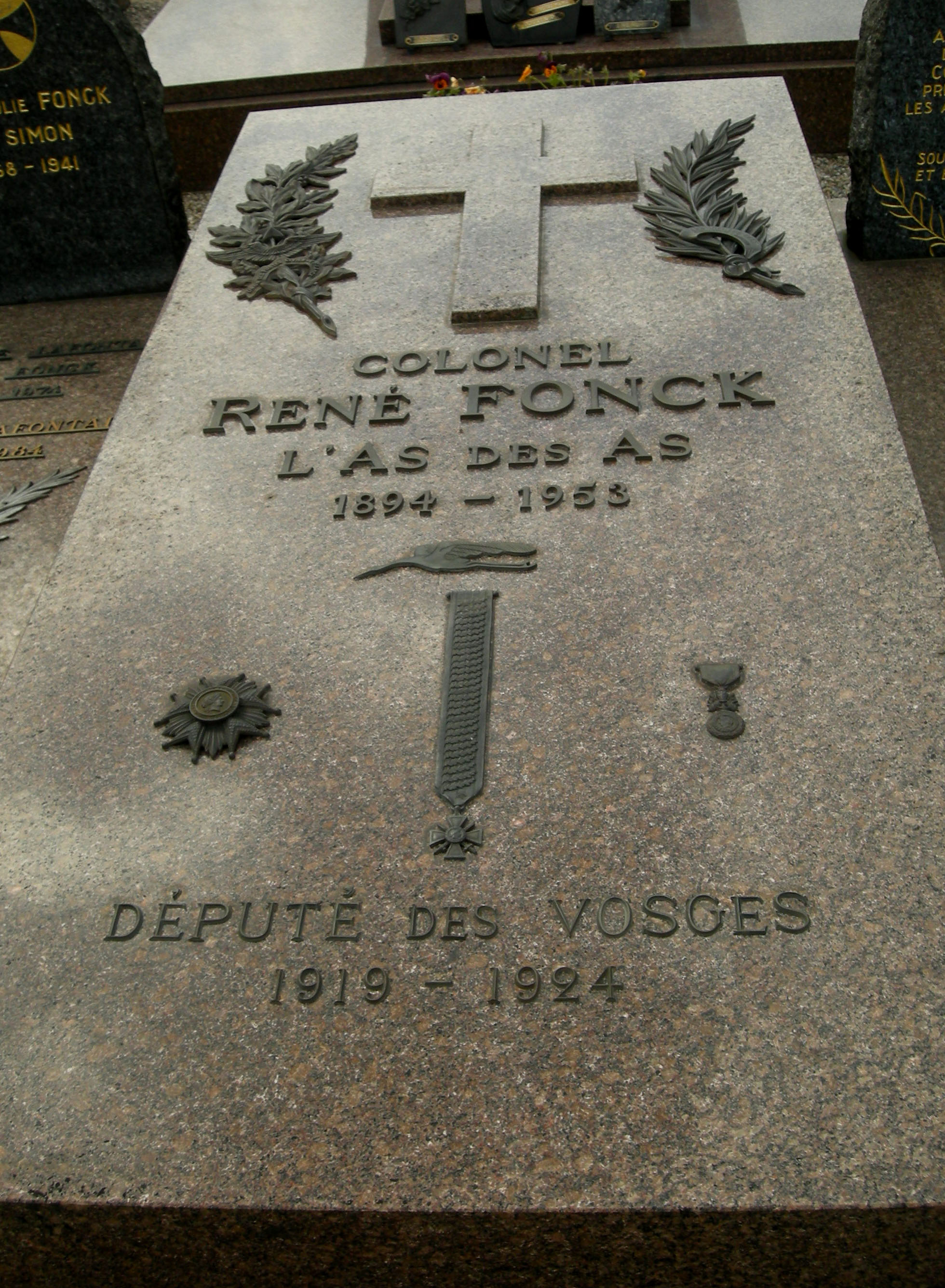
René Fonck.

René Paul Fonck (Saulcy-sur-Meurthe, Francia, 27 de marzo de 1894 - 18 de junio de 1953) fue un piloto de caza francés, que acabó la Primera Guerra Mundial como el piloto con más derribos de la Triple Entente. Sus 75 victorias lo colocan segundo en la clasificación de mejores combatientes de la guerra, tan solo superado por Manfred von Richthofen ("El barón rojo"), que derribó a 80 aparatos (aunque Fonck sostenía haber abatido más de 100 aviones alemanes, el sistema francés de acreditación de derribos era el más estricto). 
Fonck nació en la pequeña localidad de Saulcy-sur-Meurthe en la región francesa de los Vosgos. Aunque estaba interesado en la aviación desde la juventud, él se negó a alistarse en el servicio aéreo en 1914 y escogió el servicio en las trincheras como ingeniero de combate. 
Poco después, cambió de opinión, se alistó como piloto de entrenamientos en mayo de 1915, siendo destinado a la escuadrilla de reconocimiento C.47, equipada con bimotores Caudron G.4. En dicha unidad consiguió dos derribos confirmados de aviones alemanes.
El 15 de abril de 1917 fue transferido a la escuadrilla de caza SPA.103, equipada con el SPAD S.VII y perteneciente al famoso grupo de caza de "Las Cigüeñas" ("Les Cigognes"). La escuadrilla a mediados de 1917 recibió los primeros ejemplares del SPAD S.XIII, versión mejorada del S.VII. Fonck empezó a ser conocido. Ya a finales 1917 se le reconocen 19 derribos, hecho que provocó que Fonck recibiera la Legión de honor.
En 1918, llega la época dorada de Fonck como as de la aviación. Conocido entre sus compañeros por su técnica de ahorro de munición, consiguió 56 victorias en 1918 y, en dos ocasiones, se le reconocieron el derribo de seis enemigos en un solo día. En julio, Fonck superó la cifra del mítico Georges Guynemer con 53 victorias confirmadas, aunque Guymener realmente fuera sinónimo de héroe nacional. 
Respecto a eso, Fonck se mostró realmente molesto de que Guynemer fuese más famoso que él. Y es que aunque sus superiores reconocían el mérito de Fonck, siempre le consideraron como un fanfarrón que se autopublicitaba constantemente.
Una vez acabada la guerra, Fonck persuadió a Igor Sikorsky para que diseñara el S-35 para optar al premio de Raymond Orteig al primer aviador que fuese capaz de viajar de Nueva York a París. Pero el 21 de septiembre de 1926, Fonck se estrelló en un vuelo rutinario y fue Charles Lindbergh el que se llevaría el premio. 
Después de esa decepción, Fonck volvió a la aviación militar para ser inspector de las fuerzas francesas antes de la Segunda Guerra Mundial. Pero su amistad con Hermann Göring antes de la guerra, supuso una mancha en la reputación de Fonck, lo que provocó que permaneciera en París, donde murió a los 59 años. Fonck escribió sus memorias bajo el título de Mes Combats.